# Apochiton burttii
Apochiton es un género de plantas herbáceas perteneciente a la familia de las poáceas. Su única especie: Apochiton burttii C.E.Hubb., es originaria del este de África tropical donde se encuentra en las sabanas, en suelos estacionalmente húmedos.

## Descripción
Son plantas anuales; cespitosas (sin apretar), o decumbentes. Culmos de 30-70 cm de alto; herbáceo ; no ramificado arriba. Culmos con nodos glabros. Plantas desarmadas con hojas no agregadas basales; no auriculadas; sin setas auriculares. La lámina lineal; estrecha; de 4 mm de ancho; plana; sin glándulas multicelulares abaxiales; sin venación; . La lígula una membrana con flecos (pero el margen de cortos cilios) ; truncada; 0.5 mm de largo. Contra-lígula ausente. Son plantas bisexuales, con espiguillas bisexuales; con los floretes hermafroditas. Inflorescencia paniculada ; abierta (de 20 cm de largo); sin ramillas capilares; espateada; no comprende inflorescencias parciales y de los órganos foliares. 

## Taxonomía
Apochiton burttii fue descrita por Charles Edward Hubbard y publicado en Hooker's Icones Plantarum 34: t. 3319. 1936.